# Marina Soboleva
Marina Mikhaylovna Soboleva est une escrimeuse soviétique née le 27 janvier 1961 à Moscou.

## Palmarès

### Championnats du monde
- Médaille d'or en fleuret par équipe aux Championnats du monde 1981 à Clermont-Ferrand
- Médaille d'or en fleuret par équipe aux Championnats du monde 1986 à Sofia
- Médaille de bronze en fleuret par équipe aux Championnats du monde 1985 à Barcelone